# Arthur C. Goebel

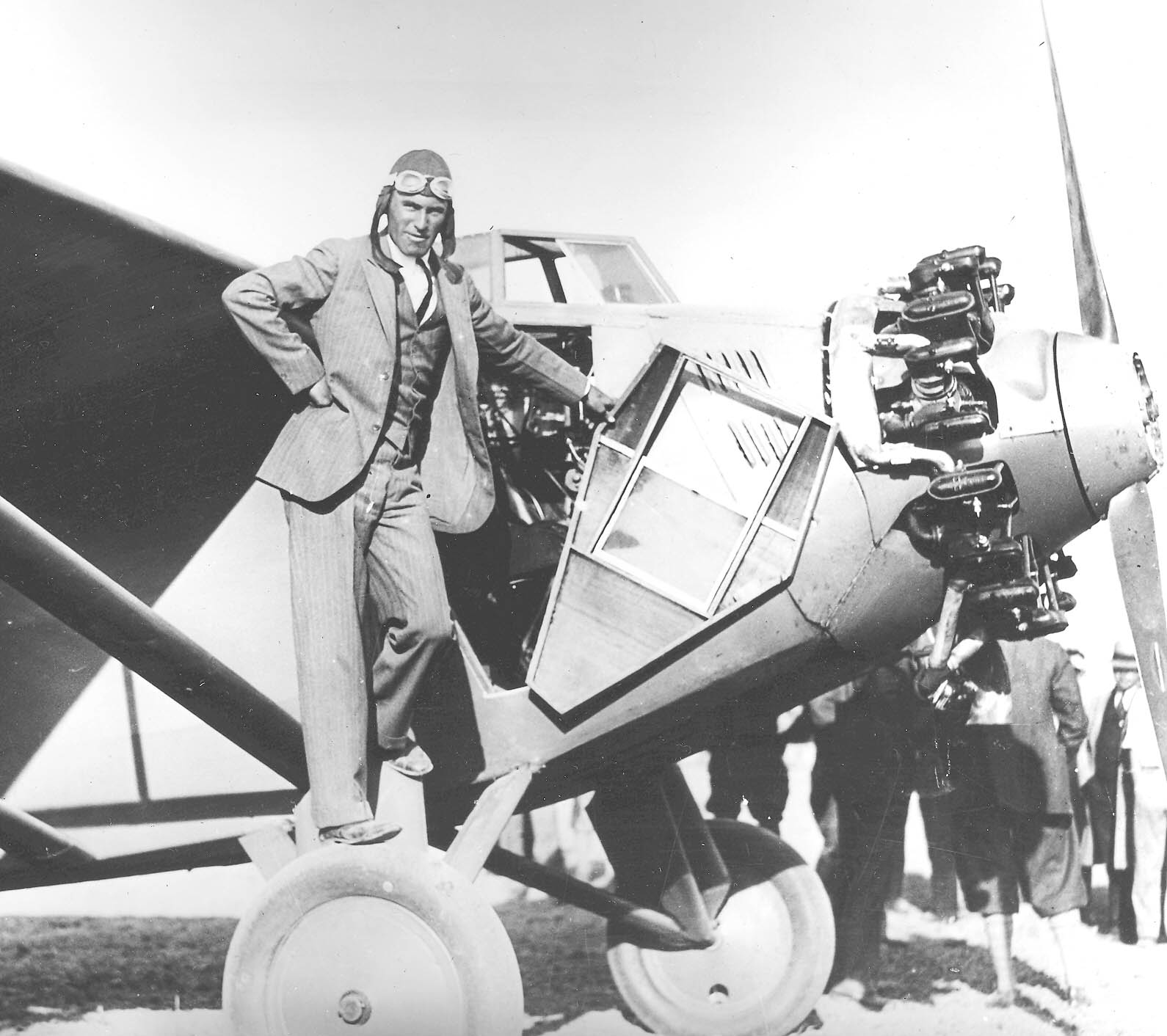
Arthur Goebel mit Flugzeug (1927)

Arthur Cornelius Goebel, Jr. (auch Art Goebel; * 19. Oktober 1895 in Belen, New Mexico; † 3. Dezember 1973 in Los Angeles) war ein US-amerikanischer Luftfahrtpionier, Kunstflugpilot und Filmschauspieler. Ihm gelang vom 16. bis 17. August 1927 mit dem Sieg beim Dole Air Race einer der ersten Nonstopflüge vom amerikanischen Kontinent nach Hawaii.

## Leben
Arthur C. Goebel diente während des Ersten Weltkrieges als Mitglied der alliierten Bodentruppen in Europa. Nach dem Krieg ließ er sich in Los Angeles an einer Flugschule zum Piloten ausbilden. Er schlug sich in den kommenden Jahren als Kunstflieger und Luftakrobat durch, nahm an Flugrennen teil, gab Flugunterricht und transportierte Passagiere. Zu Beginn der 1920er Jahre ging er für 14 Monate nach Peru und betrieb in Lima eine Flugschule. Weitere Aufenthalte in Südamerika folgten 1924 und 1926. Nach seinem Erfolg beim Dole Air Race 1927 nahm er weiter an Flugwettbewerben teil. 1928 beispielsweise gelang ihm die erste Nonstop-Überquerung der USA von West (Los Angeles) nach Ost (Long Island).
Zwischen 1927 und 1932 wirkte er auch als Schauspieler und Stuntman in Filmproduktionen der Universal Studios und anderer mit.
Im Zweiten Weltkrieg diente er im Range eines Colonel der Reserve und flog Einsätze im pazifischen Raum.
Arthur C. Goebel war von 1941 bis 1947 mit Ann Jergens verheiratet. Er verstarb 1973 in Los Angeles.

## Dole Air Race

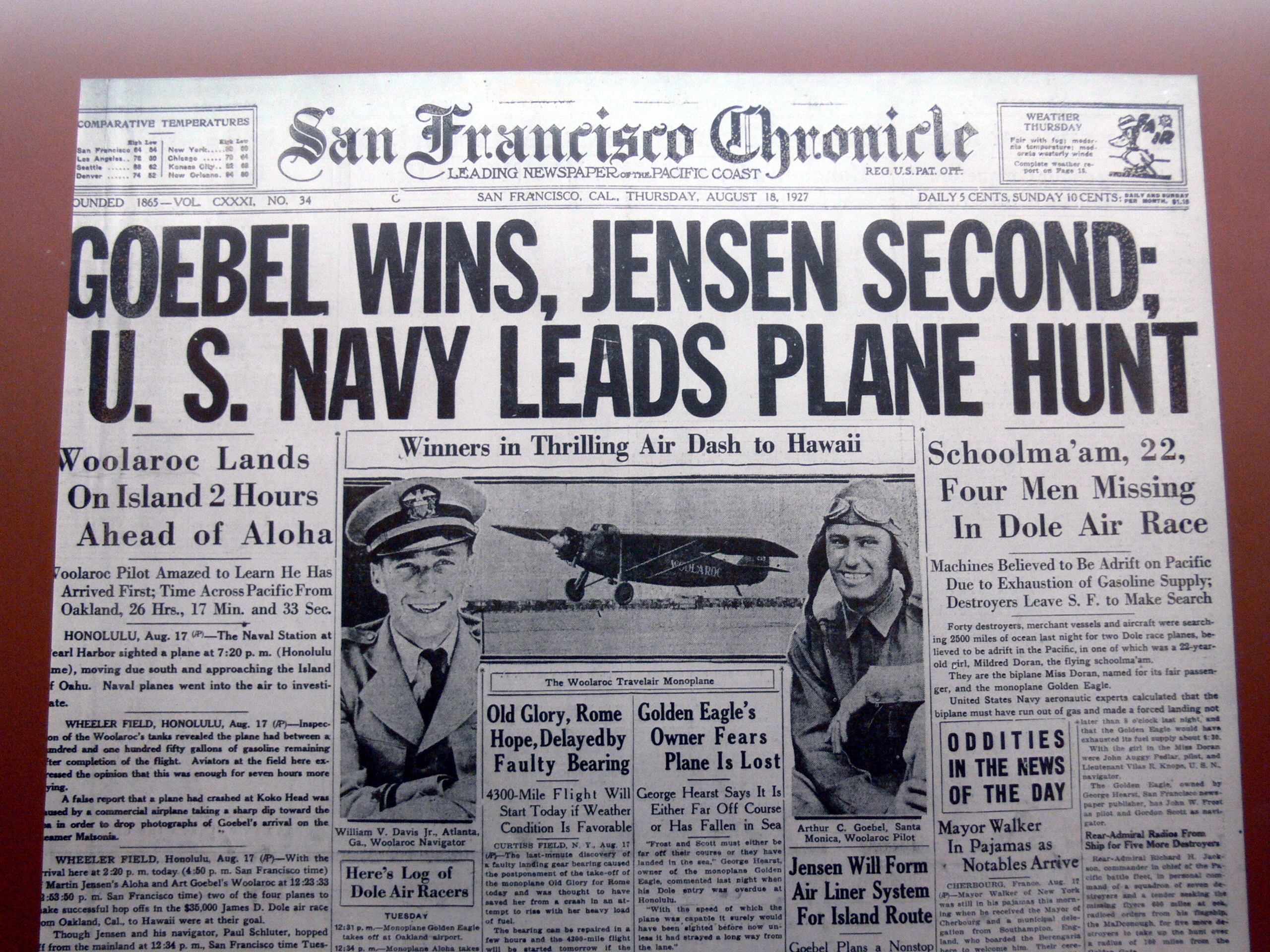
Titelseite des San Francisco Chronicle vom 18. August 1927

Inspiriert von der ersten erfolgreichen Alleinüberquerung des Atlantik durch Charles Lindbergh setzte der Ananas-Magnat James Dole im Jahr 1927 einen Preis für den ersten Nonstop-Flug von Oakland nach Honolulu auf Hawaii aus. Der daraus resultierende sehr verlustreich verlaufende Wettbewerb ging als Dole Air Race in die Fluggeschichte ein. Arthur Goebel nahm mit seinem Navigator William V. Davis an dem Wettbewerb teil. Sein Fluggerät war die Woolaroc, eine modifizierte Travel Air 5000, ein einmotoriger Eindecker. Nach einer Flugzeit von 26 Stunden und 17 Minuten bewältigten sie die Flugstrecke von 3870 Kilometern als erste und gewannen die ausgesetzte Summe von 25.000 US-Dollar.

## Museale Rezeption
Die von Arthur Goebel beim Dole Air Race geflogene Woolaroc kann heute im Woolaroc Museum and Wildlife Preserve in Bartlesville, Oklahoma besichtigt werden.